# Isak Abelsen
Pele Johannes Isak Abelsen (* 27. Mai 1879 in Kitsissuarsuit; † Februar 1956)  war ein grönländischer Landesrat.

## Leben
Isak Abelsen war der Sohn des Jägers Niels Hendrik Frederik Abelsen und seiner Frau Annike Debora Brandt. Er selbst war wie sein Vater Jäger und saß im Gemeinderat sowie in der Legislaturperiode von 1923 bis 1926 in Nordgrønlands Landesrat. Aus seiner am 4. Juni 1905 in Aasiaat geschlossenen Ehe mit Karen Abelone Mariane Margrethe Olsen (1886–?) stammt unter anderem der Sohn Knud Abelsen (1906–?), der wie sein Vater im Landesrat saß. Isak Abelsen starb als angesehener Bewohner Aasiaats im Februar 1956 im Alter von 76 Jahren.